# 星みちる
星 みちる（ほしみちる、1973年5月5日- ）は、日本のAV女優。
出身地：三重県
1989年にデビューして新日本プロジェクトに所属、1991年に引退した。大陸書房の書店販売ビデオに多数出演した。
2009年より過去の作品の一部が他の女優の作品と共にDVDに含まれて発売されている。

## 出演作品
- 巨乳なぐりこみ 私もやってミルク（1991年7月25日、芳友舎）
- 乳姫2 母胎回帰現象（1991年8月22日、クリスタル映像）
- 巨乳狂い【窒息】（1991年9月12日、芳友舎）
- 揉んで挟んで埋もれて 星みちる（1991年11月7日、SAMM）
- 巨乳 吟仕込 星みちる（1991年12月4日、芳友舎）
- 巨乳いじり 先生のみたい 巨乳先生がやってきた（1992年1月18日、大陸書房）
- 巨乳パンパン娘（1992年3月20日、大陸書房）
- ビデオJAJA陵辱の乳奴 大木真澄・作品（1992年4月5日、大陸書房）
- Dカップボディコン 幼妻の不倫（1992年、オークランド）
- パイズリ巨乳三姉妹（1993年、オークラ出版）他出演・真木ようこ、水谷樹里
- ハードコアジャジャ 美縛の性宴（1993年、コアラブックス）他出演:杉本ゆり子、麻田怜子
- 令嬢究極責め（1995年3月10日、RN）他出演:小泉しおり、麻田怜子、叶順子、小暮美希、森川いづみ
- AV15年史 DVD完全版（2003年3月10日）他出演多数
- 蘇る伝説のアクトレスたち Legend Plus 豊田香里奈・舞坂ゆい・星みちる（2008年1月25日、ASJ）収録作品:巨乳いじり 先生のみたい
- h.m.pがお贈りするムチムチ美女たっぷり100人12時間（2009年12月21日、h.m.p）他多数出演
- h.m.pがお贈りする10代のピチピチ美女たっぷり100人12時間（2010年5月4日、h.m.p）他多数出演